# Vaccinium vietnamense
Vaccinium vietnamense är en ljungväxtart som beskrevs av T. Smitinand och Pham-hoang Ho. Vaccinium vietnamense ingår i Blåbärssläktet, och familjen ljungväxter. Inga underarter finns listade i Catalogue of Life.